# شکر، عسل و فلفل
شکر، عسل و فلفل (ایتالیایی: Zucchero, miele e peperoncino) یک فیلم کمدی به کارگردانی سرجو مارتینو است که در سال ۱۹۸۰ منتشر شد.

## بازیگران
- لینو بانفی
- ادویژ فنش
- پیپو فرانکو
- داگمار لاساندار
- رناتو پوتستو
- انتسو روبوتی
- گلاوکو اونوراتو
- جانفرانکو بارا
- سال بورجسه
- ساندرو گیانی
- فرانکا اسکانیه‌تی
- الیو کرووتو
- رنتسو مارینیانو
- ماریا تدسکی